# Nasta Pino
Nasta Pino (* 1. Juli 1934 in Usinitsa; † 15. Dezember 2017 in Tartu) war eine estnische Schriftstellerin und Journalistin.

## Leben
Pino machte 1953 in Tartu Abitur und studierte von 1953 bis 1958 an der Universität Tartu estnische Philologie, unter anderem bei Juhan Peegel. Nach ihrem Abschluss war sie Redakteurin bei einer Landkreiszeitung in Elva, einige Jahre Komsomolsekretärin und von 1963 bis 1983 Korrespondentin für die Tageszeitungen „Noorte Hääl“ und „Edasi“. Seit 1983 lebte sie als freiberufliche Schriftstellerin in Tartu.
Nasta Pino war seit 1995 Mitglied des Estnischen Schriftstellerverbands.

## Werk
Als Journalistin verfasste Pino vor allem Reportagen über das Landleben und die Landwirtschaft.
Sie debütierte als Schriftstellerin mit Gedichten und Kurzgeschichten in Zeitschriften und hatte ihren größten Erfolg mit dem Roman Jeden Abend in Solenzara, mit dem sie den Romanwettbewerb 1985 gewann. In ihm reflektiert die Ich-Erzählerin über ihre Rückkehr aufs Land, nachdem sie Jahre in der Stadt gewohnt hat. In diesem „Reportageroman“ werden die „Grundwerte des Lebens in der sich verändernden Zeit“ behandelt, außerdem ist der Roman von einem rigiden „Antikriegspathos“ gekennzeichnet, da die Kindheit der Ich-Person in die Zeit des Zweiten Weltkriegs fällt. In dieser Hinsicht ist die Autorin mit Aimée Beekman vergleichbar.

## Auszeichnungen
- 2001 Eduard-Vilde-Preis

## Bibliografie
- Põllumees põline rikas ('Landwirt ewig reich'). Tallinn: Eesti Raamat 1983. 36 S.
- Täna, homme, ülehomme ('Heute, morgen, übermorgen'). Tallinn: Eesti Raamat 1985. 80 S.
- Igal õhtul Solenzaras ('Jeden Abend in Solenzara'). Tallinn: Eesti Raamat 1985. 127  S.
- Siin tasasel maal ('Hier auf dem flachen Land'). Tallinn: Eesti Raamat 1986. 46 S.
- Oo aegu ajaloolisi… ('Ach ihr vergangenen Zeiten…'). Tallinn: Eesti Raamat 1989. 92 S.
- Kõrvuti teel ('Nebeneinander auf dem Weg'). Tallinn: Eesti Raamat 1989. 71 S.
- Kopliperasoos on rahapada ('Im Sumpf von Koplipera ist ein Schatz'). Tallinn: Eesti Raamat 1989. 172 S.
- Vaikne on ('Es ist still'). Tallinn: Maalehe raamat 2000. 168 S.
- Suvekurbus ('Sommertraurigkeit'). Tallinn: Eesti Raamat 2003. 171 S.
- Siinsamas ('Eben hier'). Tallinn: Eesti Raamat 2005. 93 S.
- Ja andke meiel andeks meie võlad ('Und vergib uns unsere Schuld'). Tallinn: Kupar 1994. 159 S.
- Nüüdsama ('Gerade eben'). Tallinn: Eesti Raamat 2010. 70 S.
- Minu kallis halb inimene ('Mein teurer schlechter Mensch'). Tartu: Atlex 2011. 123 S.
- Seal, kus rukkiväli ('Dort beim Roggenfeld'). Tartu: Petrone 2011. 112 S.
- See päevja teine ('Dieser Tag und ein anderer'). Tallinn: Eesti Raamat 2012. 142 S.
- Trepikodu ('Das Treppenhaus'). Tallinn: Eesti Keele Sihtasutus 2014. 115 S.
- Minu aeg ja selle lugu ('Meine Zeit und ihre Geschichte'). Tallinn: Eesti Keele Sihtasutus 2015. 130 S.